# Річард Перл
Річард Норман Перл (англ. Richard Norman Perle; нар. 16 вересня 1941, Нью-Йорк) — американський політичний радник, консультант і лобіст, який почав свою кар'єру старшим помічником сенатора Генрі Джексона у Комітеті Сенату з питань збройних сил у 1970 році. Пізніше він брав активну участь в адміністрації Рейгана і працював помічником міністра оборони, а також входив до складу правління Консультативного комітету з питань оборонної політики з 1987 по 2004 рік (голова ради з 2001 по 2003 в адміністрації Буша).

## Освіта та початок кар'єри
Перл народився 16 вересня 1941 року в Нью-Йорку, штат Нью-Йорк, США. Батьки єврейської національності [4] [5] Марта Глорія і Джек Харольд Перл. [6] Коли Річард Перл був ще дитиною, сім’я переїхала в штат Каліфорнію. Освіту він отримував в Голлівудській середній школі в Лос-Анджелесі. Його однокласниками були майбутній актор Майк Фаррелл, співак Рікі Нельсон і Джоан Вольштеттер (дочка Альберта і Роберти Уолстеттерів з корпорації Ренд).

## Управління в сенатора Генрі Джексона
З 1969 по 1980 рік, Річард Норман Перл працював в команді сенатора-демократа Генрі Мартіна Джексона від штату Вашингтон, з яким він познайомився через Альберта Вольштеттера. Перл згадує своє раннє партнерство з Вольштеттером так:
«Одного дня мені зателефонував Альберт Вольштеттер. Я все ще був аспірантом в Прінстоні... і він спитав, чи не міг би я приїхати у Вашингтон на декілька днів і взяти інтерв'ю в деяких людей, після чого підготувати доповідь про створення системи протиракетної оборони, яка поставала гострою проблемою в той час та широко розповсюдженим питанням для обговорення в Сенаті… І він сказав, що я можу попросити когось допомогти мені, та, можливо, працювати разом. Хтось іще був Полом Вулфовіцем. Так що я і Пол приїхали до Вашингтона як добровольці на декілька днів, щоб брати інтерв'ю у людей. Одним із тих, кого ми опитували був Генрі Джексон… Це було кохання з першого погляду... Я провів у Вашингтоні одинадцять років.» [2]
Як співробітник, Річард Норман Перл підготував деякі зміни Джексона-Веніка в Міжнародну угоду про зерно 1972 (IGA), або «Російської пшеничної угоди» для переговорів Річарда Ніксона і Радянського Союзу, в яких першим підняв питання про фундаментальні права євреїв на еміграцію згідно з законом умовної торгової угоди. Його вважали надзвичайно обізнаною та впливовою людиною в Сенаті, коли проходили дебати про контроль над озброєннями. За його власним зізнанням, Перл дістав репутацію впливового діяча, який волів працювати у фоновому режимі, репутацію, яка слідувала за ним протягом багатьох років як в державному, так і в приватному секторах. В якийсь момент (зазвичай говорять, що під час свого перебування в адміністрації Рейгана) Річард Перл придбав прізвисько «Князь Пітьми», який використовували як пляму критики, і як жарт – прихильники. (Тайм, 23 березня 1987, «Прощання Князя Пітьми») Однак, його цитували так: «Мене дійсно ображає те, що мене називають, свого роду сином темної містики або якоїсь демонічної сили... Але все, що я можу зробити – це сісти і з кимось говорити…» (Нью-Йорк Таймс, 4 грудня 1977, Джексон Еід породжує критику в дискусіях про озброєння, Річард Мадден)

## Протидія проти скорочень ядерних озброєнь
Річард Перл вважався прихильником жорсткої лінії в переговорах щодо скорочення озброєнь з Радянським Союзом і заявляв, що він проти контролю над озброєннями при адміністрації Картера. За столом переговорів він говорив, що з його точки зору, США віддає занадто багато всього, а в замін не отримує майже нічого від Радянського Союзу. Перл називав переговори про зброю в кінці 1970-х років «найбільш сирою угодою століття».
Заперечення Перла від час переговорів про зброю між адміністрацією Картера і Радянським Союзом оберталося в основному навколо угоди Картера, щоб повністю зупинити розвиток крилатих ракет. Перла вільно зарахували на керівництво опозицією до договору, який ніколи не був ратифікований Сенатом. 
Перл, з колегою-неоконсерватором Полом Вулфовіцем, відіграв допоміжну роль в обороні проекту балістичної ракети, яка була запущена в 1980-х роках під назвою Стратегічна оборонна ініціатива. [2] Річард Перл був впливовим у створенні ряду організацій та аналітичних центрів, для того, щоб чинити тиск на громадську думку і впливати на політиків. [2] У другій програмі протиракетної оборони адміністрації Буша від керівництвом Перла, що виступав як голова Ради з питань оборонної політики, було виявлене різке збільшення бюджету держави. [2]
У 2010 році Перл висловив свою незгоду з договором адміністрації Обами по СНО, порівнюючи його з несприятливим Договором про «вододіл» 1987 року, підписаного Рональдом Рейганом. Проте, Джонатан Хайт зазначав, що Перл був категорично проти Договору про РСМД, коли його тільки підписували, назвавши його «досить ущербним навіть для перегляду з Радянським Союзом». [8]

## Перехід до неоконсерватизму
Річард Перл сам описує себе як неоконсерватор, схожого на Генрі Мартіна Джексона. Як він сказав Бену Уоттенбергу в інтерв'ю – він конкретно став неоконсерватором тільки через Джексона. 
Бен Уоттенберг: Тепер Джексон оточений людьми, які в минулому і зараз називають себе неоконсерваторами. Тепер це стало модним словом завдяки вам і вашим колегам, тому що ви всі класифікуєтеся певним чином. Як це сталося у вашому житті, ви думали про це ще в школі?
Річард Перл: Ну, я думаю, що цей термін щось робить з нашими почуттями і ті з нас, хто тепер називають себе неоконсерваторами в свій час були і лібералами, і …
Бен Уоттенберг: Ірвінг Крістол сказав, що неоконсерватори – це  ліберали, яких пограбовала реальність.
Річард Перл: Правильно. І я думаю, що влучний опис, вважаючи, що ми всі були ліберальними в якийсь час. Я був лібералом в середній школі і трохи в коледжі. Але реальність і строгість є важливими спектрами, і якщо ви потрапляєте в світ міжнародних справ, то ви маєте дивитися з деякою строгістю на те, що відбувається в світі. Бути наївним лібералом дійсно важко.
Книга Перла «Кінець Злу: Як виграти війну з терором», в якій він у співавторстві з колегою неоконсерватором Девідом Фрумом в 2004 році критикує американську бюрократію, громадянську службу і закон. Книга передбачає, що американці повинні «перебудувати інститути нашого уряду в нові інститути, готові до нового виду війни проти нового виду ворога», включаючи ФБР, ЦРУ, збройні сили і Держдепартамент США [2]. Як захист у книзі також описуються вторгнення в Ірак в 2003 році і окреслюються важливі неоконсервативні ідеї, в тому числі способи як відмовитися від усіх ізраїльсько-палестинських мирних процесів, вторгнутися в Сирію, і здійснювати строгий внутрішній нагляд США з біометричними посвідченнями особи та громадською пильністю до потенційних іммігрантів-терористів. [10] Перл і Фрум зробили висновок: «Для нас тероризм залишається великим злом нашого часу, і війна проти цього зла, велика справа нашого покоління... Там немає золотої середини для американців: це перемога чи голокост». [2] Ці ідеї і є основними характеристиками неоконсерватизму.

### Неоконсервативне керівництво
За останні кілька десятиліть, дружна група неоконсерваторів мала значний вплив на американську зовнішню політику, особливо щодо Близького Сходу. Мабуть біля керма неоконсервативного руху був саме Річард Перл. Йому допомагали іншимі впливові неоконсерватори, в тому числі Пол Вулфовіц і Дуглас Фейт.
Члени ядра Неокон були пов'язані між собою протягом десятиліть через посади в уряді, погляди, бізнес-корпорації, і навіть сімейні зв'язки. Журналіст і письменник неоконсервативної ідеології Джейкоб Хейлбранн говорить: «Неоконсерватизм перетворився в реальний рух Ірвінга Крістола і Норман Підгорця. Навіть сьогодні, неоконсервативний рух найкраще охарактеризувати як розширену сім'ю, засновану головним чином на неформальних соціальних мережах цих двох патріархів». [2]
Члени неоконсервативного руху також є лідерами багатьох впливових «бланк-організацій» (LHO), і експертних комісій, таких як Американський інститут підприємництва, Проект для нового американського століття, комітет з питань миру і безпеки в Перській затоці, Комітет за звільнення Іраку і Комітет США за вільний Ліван. [2] Ці організації діють як система підтримки багатьох неоконсерваторських вірувань і допомога членам проекту руху документів з питань політики, зібрання грошей і привернення уваги засобів масової інформації, а також лобіювати політику, щоб захистити свої власні політичні та особисті плани. Соціолог, який обстежив членство в таких неоконсервативних організаціях в кінцевому підсумку прийшов до висновку, що «діяльність чотирнадцяти організацій координувалася особами, які перебувають в павутині взаємопов'язаних членств.» [2]
З 1981 по 1982 Вулфовіц був призначений начальником штабу планування політики в державному департаменті. [2] У тому ж році Перл, який був помічником секретаря з питань міжнародної політики безпеки в оборонному відомстві президента Рейгана, сприяв Дугласу Фейту після того, як він був звільнений з посади близькосхідної аналітики в Раді національної безпеки. [2] Пізніше з'ясувалося, що Фейт був звільнений через розслідування ФБР, бо був підозрілим, що він поширив секретні матеріали посольства ізраїльському чиновнику. [2] З правильними зв'язками і підтримкою його найближчих союзників Вулфовіца і Перла, Фейта вдалося повернути до позиції заступника щодо політики в Пентагоні в 2001 році, з якої він пішов у відставку в 2005 році. В свою чергу, він призначив перла головою ради з питань оборонної політики [2]. Ця дружба була взаємовигідною для Перла і Фейта, які використовували її, щоб допомагати один одному просуватися вищі позиції влади і виручати один одного з біди. Перл і був натхненником і наставником Фейта, який називав його «хрещеним батьком» і сподівався, що «Він буде активно працювати, щоб допомогти тому, кого він любив і захоплювався, корисній для спільної справи національної безпеки США, людині, якою він його бачив.» [2] Обидва Вулфовіц і Фейт в кінцевому підсумку об'єднали свої зусилля і працювали в тісному контакті один з одним, щоб сприяти 9/11 війні в Іраку, в тому числі очолювали Управління спеціальних планів.

## Війна з Іраком

### Вторгнення 2000-х років
Як і багато політиків в неоконсервативної русі, Перл був палким прихильником зміни режиму правління в Іраці. У 1998 році Перл приклав зусилля, щоб очолити відомий проект нового американського століття з близькими союзниками неоконсерваторами Вулфовіцем, Вулсі, Елліот Абрамсом і Джоном Болтоном. Проект завершився в листі, направленому президентові США Біллу Клінтону, який закликав до військового повалення режиму Саддама Хусейна. [2] До і після вторгнення в Ірак в 2003 році, Перл провів кілька ексклюзивних зустрічей в його будинку, де він обговорював питання, що стосуються американської зовнішньої політики щодо Іраку. [2] Прагнучи фінансувати своїх цілей, Перл звернувся по допомогу до Ахмеда Чалабі – іракського бізнесмена і засновника Іракського національного конгресу, який забезпечив його проект мільйонами доларів від уряду США в 1990 році [2] Чалабі був один з ключових фігур проведення війни в Іраку і допоміг передати важливу «інформацію» конгресу США і громадськості, які успішно допомогла військовим зусиллям. [2] Крім того, Перл і Чалабі мали дуже схожі мотиви: вони обидва хотіли повалити режим Хусейна, щоб Чалабі обрали на посаду президента Іраку. [2] У 2004 році ФБР США досліджувало особу Чалабі після чого розвідка показала, що він працював як подвійний агент в Ірані. [2] Перл також був залучений до розробки розумних альтернатив, щоб допомогти обґрунтувати рішення почати війну з Іраком. Він та інші неоконсерваторські лідери стверджували, що розвідувальне співтовариство сильно знизили загрози для національної безпеки США. [2] Таким чином, вони створили два секретні відділення в Пентагоні після 11 вересня – Оцінювальну групу по боротьбі з тероризмом і Управління спеціальних планів. [2] Окрім цього, Перл допоміг управляти і знайти неоконсервативний філіальний персонал для обох цих організацій, які створили свою власну політику і комісію для розвідки ухилень від існуючих державних утворень. [2] Перл вважав, що для реалізація Управління спеціальних планів по суті «допоможе людям новими очима побачити, які розвідки зібрали ЦРУ і інші агентства.» [2] в інтерв'ю CNN 16 вересня 2001 Перл оголосив: «Навіть якщо ми не можемо довести стандарти, якими ми користуємося в громадянському суспільстві, до залучення, ми їх все ж таки знаємо, наприклад, що Саддам Хусейн має зв'язок з Усамою бен Ладеном...» [11] Флінт Льоверетт, старший співробітник ради національної безпеки Джорджа Буша говорить: «ми робили постійні зусилля, щоб чинити тиск на розвідувальне співтовариство, щоб забезпечити оцінки, які будуть підтримувати свою точку зору. Якщо вони не могли отримати те, що вони хотіли з розвідувального співтовариства, вони просто створили свій власний розум». [2] Крім того, Перле нібито провів кілька виступів і переговорів по всій Європі, намагаючись сприяти військовим зусиллям за кордоном. Він сказав британській Палаті громад, що США буде атакувати Ірак, навіть якщо інспектори ООН не знайшли в цьому нічого правильного. [2] Лоуренс Вілкерсон, колишній начальник штабу держсекретаря Коліна Пауелла заявив, що «політика Перле не є офіційною та законною всередині уряду США». [2] У таких країнах, як Німеччина, Франція, Велика Британія і Японія, люди сприймають його як державний орган, чиї знання і вплив на політику США виявилися законними. [2]
Перл стверджував, що Садем Хусейн, прихистив терориста Абу Нідала в Іраці і саме це було виправданням того, що США розпочало вторгнення в Ірак. Річард Перл заявляє про це в недавньому документальному серіалі PBS «Америка на роздоріжжі», і відносять до 9/11 промови президента Буша, в якому Буш заявив: «Ми не будемо визначати відмінності між терористами, які вчинили ці дії, і тим, хто їх покриває».
В інтерв'ю присвяченому «остаточному рішенню Саддама», від 11 липня 2002 року, в одному з епізодів серії PBS Широкий кут, він сказав: «Саддам набагато слабший, ніж ми думаємо. А саме він слабший з військової точки зору. Ми знаємо, що він отримав близько третини того, що він мав в 1991 році.  Але це лише картковий будиночок. Він керується страхом, тому що знає, що немає основної міцної підтримки. Підтримка Саддама, в тому числі в його військової організації, розвалиться при першому подиху пороху.»
Перл здійснив вторгнення в Ірак лише з 40 000 військовослужбовцями, які скаржилися на заклики Гена. Ерік Шінсекі використовував 660 000 війська. Він вважав за кращу стратегію схожу на ту, яка використовувалася в афганській війні, в якій США вставили SOF (спецназ), поряд з двома підрозділами, щоб допомогти курдським і шиїтським повстанцям, так само багато, як Сполучені Штати зберегли північний альянс від повстанців талібів. [12]

### Висловлення жалю політиці Іраку і критика Дж. Буша
Комітет з розвідки Сенату зрештою виявив, що Президент Джордж Буш і його радники сильно перебільшують претензії щодо масового знищення зброї в Іраку і терористичних зв'язків з Аль-Каїдою, які не були підтверджені розвідувальними підрозділами США. Після цього скандалу, Перл зробив кілька спроб, щоб зменшити підозри його передбачуваної участі у війні, заявивши: «Величезні помилки були мною зроблені, і я хочу бути дуже чесним з цього питання: вони були зроблені не неоконсерваторами, які не мали майже ніякого голосу в тому, що трапилося...» В інтерв'ю, яке він дав Ваніті Феір, яке була взяте для статті, опублікованій 4-го листопада 2006 року в Лос-Анджелес Таймс, він заперечив свою роль в плануванні війни. Як повідомляється, він сказав Ваніті: «Я катастрофічно втомився від того, що мене описують, як планувальника війни.» Це не можна порівняти з його підписаним листом PNAC в 1998 році. «Я стояв на боці усунення Саддама від влади. І ніхто мені не казав: «Піди розроби план кампанії як це зробити.» У мене не було ніякої відповідальності за це.» У тій же статті Лос-Анджелес Таймс повідомляє, що Перл тепер вважає, що його пропаганда війни в Іраці була неправдивою.
Річард Перл висловив співчуття та підтримку Іраку з приводу цьому вторгнення і звинуватив у ньому «дисфункції» адміністрації Джорджа Буша через неспокійну окупацію. «Я думаю, зараз я б, напевно, сказав: «Давайте розглянемо інші стратегії для боротьби з річчю, яка стосується нас найбільше, а саме, що Саддам поставляє зброю масового знищення терористам. Рішення цієї проблеми вони не отримали. Вони дійшли спільного рішення, бо до нескінченності сперечалися. Зрештою, ви повинні тримати президента відповідальним за це.» [13] [14] [15]

### Суперечлива участь в адміністрації Джорджа Буша
Консервативний коментатор Девід Брукс сказав, що, на його думку, вплив Перла в адміністрації Джорджа Буша перебільшена. У статті 2004 року в Нью-Йорк Таймс, Брукс пише: «Там були сотні посилань... до підступної влади Річарда Перла над політикою адміністрації, але мені сказали старші посадові особи адміністрації, що він не мав будь-яких значних зустрічей з Бушем і Чейні, відколи він вступив на посаду. Якщо він формує свої рішення, він повинен бути він мав би радитися з ними.» [16]

### Пропозиції щодо Дослідницької групи Іраку
В інтерв'ю грудня 2006 року з Діе Зейтом, Перл різко критикував пропозиції Групи з вивчення Іраку, кажучи: «Я ніколи не бачив такого безглуздого звіту... Звіт, який починається помилковими передумовами –  закінчується нічим.» [17] 

## Погляди на зовнішню політику

### Організація Об'єднаних Націй
Річард Перл був великим критиком Організації Об'єднаних Націй, заявлявши, що вона є втіленням «...ліберальної зарозумілості безпеки на основі міжнародного права, у веденні до міжнародних установ....» [18] Крім того, він наклав на Раду Безпеки Організації Об'єднаних Націй право вето в порочній концепції, стверджуючи, що єдиний раз, коли ООН використовувала силу під час холодної війни «... на Радянський Союз вето не наклали». [18]
Крім того, незабаром після вторгнення в Ірак, Перл заявив, що: «У цьому випадку міжнародне право перешкоджало робити правильні речі». [19] Він також стверджував, що не було «жодного практичного механізму відповідно до правил ООН для боротьби з Садем Хусейном». У той час ці зауваження викликали суперечки серед критиків війни, які стверджували, що вони суперечать офіційній позиції США про законність вторгнення. [19]

### В Ізраїлі
У 1996 році під час перебування в адміністрації Клінтона, Перл вів дослідницьку групу з Девідом Уермзером, яка підготувала доповідь про врівноваження влади на Близькому Сході, зокрема на користь Ізраїлю. [2] У доповіді «Чесна перерва: нова стратегія для забезпечення царини» вони зробили чіткі рекомендації щодо керованого управління Ізраїлем від соціалістичних принципів та як докласти зусиль, щоб стати більш самостійними і працювати в тісній співпраці з такими країнами, як Йорданія і Туреччина. Він також заявив, що усунення Садем Хусейна від влади в Іраці має бути ключовим завданням для держави Ізраїль, відстоювати збройні вторгнення в Ліван, і запропонував оскаржити арабські держави за недемократичність. Крім того, Перл особисто поставив доповідь Лікуда під керівництвом уряду в надії, що вона вплине на нового прем'єр-міністра Біньяміна Нетаньяху. 

### Оборона
Перл підтримує попереджувальні удари, наприклад, в Іраці, як розширення права Америки на самооборону. Наприклад, Перл висловив підтримку теоретично першого удару по Північній Кореї і іранських ядерних об'єктів. [20]

## Бізнес інтереси і протиріччя

### Хабарництво, звинувачення та передбачувані конфлікти інтересів
Річарда Перла звинувачували в тому, що він є ізраїльським впливовим агентом. Було повідомлено, що, в той час як він працював на Джексона, «Короткий опис цього факту ФБР 1970 року записало на прослуховувальний апарат, де Перл обговорював секретну інформацію з кимось з посольства Ізраїлю» – пише Пол Фіндлі (Вони насмілюються говорити, Чикаго, штат Іллінойс, Лоренс Хілл книги 1989 року). «Він потрапив під обстріл в 1983 році, коли газети повідомили, що він отримав значні виплати за те, що представляв інтереси ізраїльської збройної компанії. Перл заперечує цьому, наполягаючи на тому, що, хоча він і отримав оплату за ці послуги після того, як він вступив на посаду в Департаменті оборони, але ці інтереси він відстоював ще коли був між урядовими робочими місцями, коли працював в ізраїльській фірмі». З 1981 по 1987 рік, Перл був помічником міністра оборони з питань міжнародної політики безпеки в адміністрації Рейгана. У статті, опублікованій в Нью-Йорк Таймс, Перла критикували за те, що він рекомендував армії придбати систему озброєння з ізраїльської компанії, яка роком раніше заплатила йому $ 50 000 в плату за консультаційні послуги. Перл визнав, що отримував цю компенсацію і в тому ж місяці він приєднався до адміністрації Рейгана, але сказав, що платіж був зроблений за виконану роботу до приходу в уряд і що він повідомив Армію цього рівня про цю консультаційну роботу. Перлу ніколи не пред'являли звинувачення, пов’язані з цим інцидентом. (Нью-Йорк Таймс, 17 квітня 1983 рік, «Пам'ятка, що закликає Пентагон розглянути зброю зробленою колишнім клієнтом», Джеф Герт, Див. Також Нью-Йорк Таймс, 21 квітня 1983 рік, «Про купівлю зброї і впливу», редакції.).
У березні 2004 року, повідомляє інша стаття Нью-Йорк Таймс, що, в той час як голова Ради з питань оборонної політики, Перл уклав контракт зі стурбованим телекомунікаційним гігантом Глобал Кросінг, щоб допомогти подолати опір з боку ФБР і Пентагона для продажі своїх активів в Гонконг. Перлу повинно було бути виплачено $125 000 для просування угоди, з додатковими $ 600 000, як умовний гонорар на затвердження. [21] Це протиріччя призвело до звинувачень у хабарництві і Перл змушений був піти з поста голови  27 березня 2003 року, хоча він і залишився на борту. [22]
Також відомо, що Перл зажадав плати за інтерв'ю в пресі [23] в той час як він був головою Ради з питань оборонної політики. Практика, яка підвищила не тільки етичне звинувачення, але й правову некоректність. [24]

### Невирішені правові питання
У 1978 році, під час роботи з Комітетом Сенату з питань збройних сил, Перла спіймали на порушеннях правил безпеки режисером ЦРУ Стансфілдом Тернером. [2] Хоча Тернер закликав сенатора Джексон звільнити його, Перл отримав лише попередження і був залишений на посаді відповідно до Вашингтонського посту. 
Перл служив директором Холінгер Інтернаціонал з червня 1994 року, він також був співголовою Цифрової корпорації Холінгер і директором Єрусалимського посту, обидва з яких є дочірніми підприємствами компанії. Він служив директором Гео Біотікс. 31 серпня 2004 року спеціальний комітет Ради директорів, які досліджують передбачувані проступки контролюючих Холінгер Інтернаціонал акціонерів представило 512-сторінковий звіт з цінних паперів і бірж США (SEC). У доповіді Перла виділили як провального виконавця обов'язків директора компанії, який дозволив підписати кілька спірних угод, які відволікають чистий прибуток компанії від акціонерів на рахунки різних керівників. Перл отримав понад $ 3 млн у вигляді бонусів на вершині своєї зарплати, а в цілому $ 5,4 млн, але в результаті цього слідчий комітет закликав його повернути ці гроші.
Топ-менеджери Холлінгера відхилили звіт і подали позов про наклеп проти глави слідчого комітету. Проте, в 2005 році Перл публічно визнав, що він був причетний до цієї справи. 

### Сеймур Герш і «Обід з головою»
У липні 2001 року Джордж Буш призначив Перла головою Консультативного комітету з питань політики оборони ради, який консультує міністерство оборони. 9 березня 2003 року журналіст Сеймур Херш опублікував статтю в Нью-Йоркері під назвою «Обід з головою», звинувативши Річарда Перла в конфлікті інтересів, стверджуючи, що він прагнув зробити собі прибуток у фінансовому відношенні, впливаючи на державну політику. Стаття Херша стверджував, що Перл мав ділові стосунки з саудівськими інвесторами і прив’язали до цього його стосунки з комп'ютерною фірмою ТОО Тріреме Партнерс, в які він вступив задля отримання прибутку від війни в Іраку.
В той же день, Перл давав інтерв'ю про проблеми в Іраці CNN Вульфу Блітзеру. Незадовго до закінчення інтерв'ю, Блітзер запитав про «Обід з головою» і попросив Перла прокоментувати це. Річард відхилив будь-які коментарі статті і стверджував, що у неї немає «ніякої послідовної теми». Додано Перлом: «Якщо чесно, то Херш є найближчим американським журналістом, причетним до терориста.»
11 березня Перл повідомив Нью-Йоркське Сонце щодо статті Херша, що «я маю намір почати судовий процес у Великій Британії. Зараз я говорю з юристом-консультантом королеви». [27] Він стверджував, що цю справу про наклеп було легше виграти в Англії, і тому обрав цю державу. Зрештою, Перл не відкрив жодної юридичної справи. Замість цього, 27 березня 2003 року він  пішов з поста голови Ради з питань оборонної політики, хоча як і раніше все ж таки залишався її членом.
У липні 2008 року, Вол-Стрітський журнал повідомив, що Перл планує інвестувати гроші для нафтових інтересів в Іраці, у співпраці з лідерами іракських курдів на півночі. [30]